# Alfa Romeo Brera
L'Alfa Romeo Brera è un'autovettura di tipo coupé prodotta dalla casa automobilistica italiana Alfa Romeo dal 2005 al 2010 presso lo stabilimento Pininfarina di San Giorgio Canavese in Piemonte. La vettura, nata dopo il successo del prototipo realizzato da Giugiaro presentato al Salone di Ginevra 2002, ha preso il posto della precedente GTV e, come da questa, ne è stata derivata una versione cabriolet, la Spider.

## Il contesto

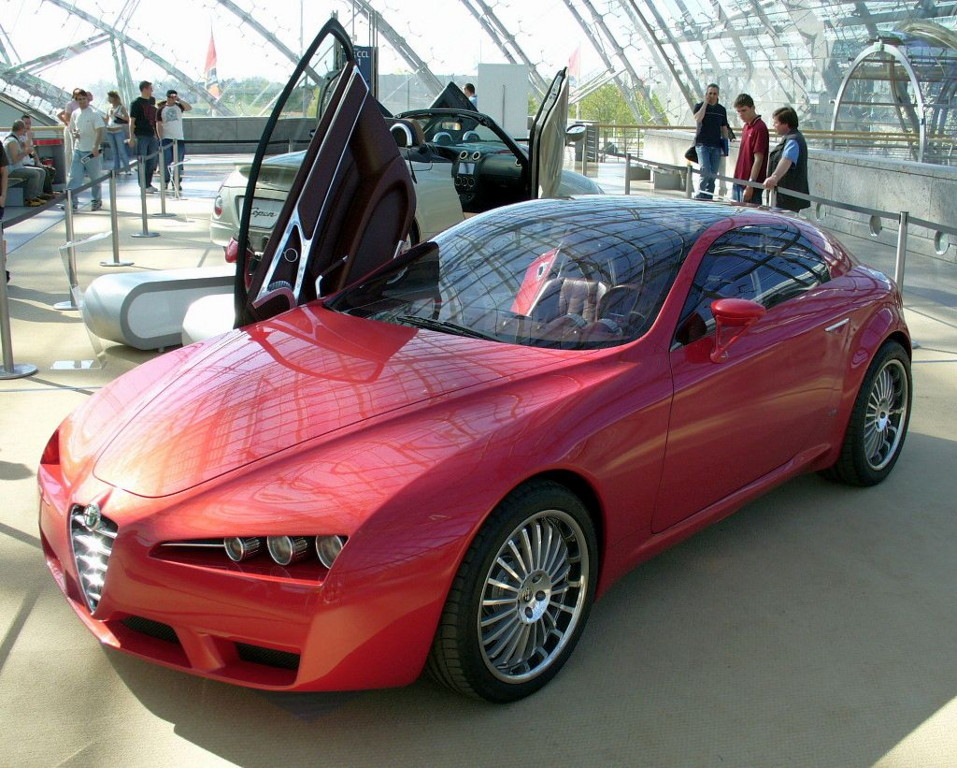
La concept Brera della Italdesign Giugiaro con la speciale porta aperta

Nel 2002 Giorgetto Giugiaro stupì critica e pubblico al Salone dell'automobile di Ginevra con una concept car dal design eccezionale, la Brera, il cui nome deriva dal celebre quartiere degli artisti di Milano, basata sul pianale della Maserati Coupé e che avrebbe dovuto montare un motore V8 di 90° anteriore centrale di oltre 4000 cm³ e 400 CV di potenza abbinato a un cambio sequenziale.
La carrozzeria, tutta in fibra di carbonio, con scenografiche portiere ad apertura verticale su uno snodo brevettato, è caratterizzata da un design capace di vincere ben 10 premi sullo stile e sul design, tra cui il Compasso d'oro 2004 con la seguente motivazione: "raramente la complessa combinazione di volumi che costituisce il corpo di un'automobile è stata espressa con linee così nette, essenziali e armoniose: il risultato è una delle automobili più belle ed affascinanti che siano state mai realizzate".
Il successo di questo prototipo fu talmente alto da spingere la dirigenza Alfa Romeo prima a trasferire lo stile del frontale sui modelli in produzione (156 e 147) e poi a cercare di portare la stessa Brera in produzione.
Nel 2005, tre anni dopo il salone di Ginevra, il concept venne "tradotto" in un modello di produzione e debutta la Brera di serie, commercializzata a partire da dicembre 2005. Giorgetto Giugiaro ha affermato: "Se una concept car in cui il designer ha molto creduto comincia a uscire... dalla catena di montaggio, replicata in migliaia di esemplari, la soddisfazione procura a lui e al team che lo ha assistito una sana punta di orgoglio".

## La vettura

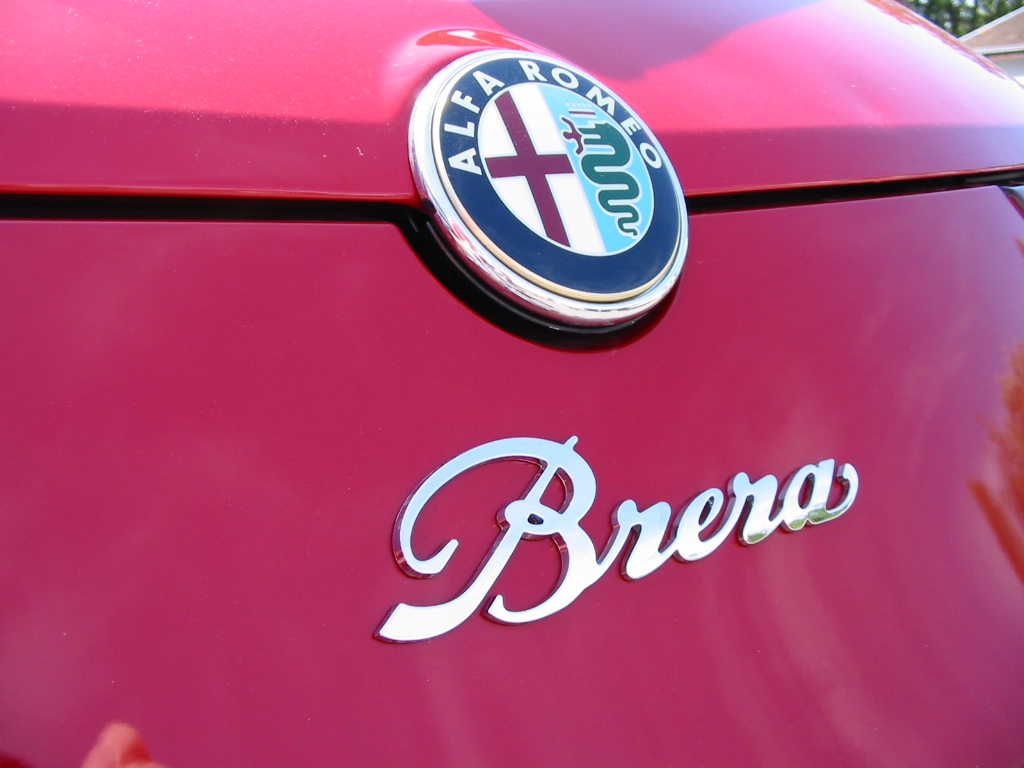
Il posteriore con logo e nome in corsivo

La Brera di produzione, pur mantenendo l'impostazione generale nel design originale, sfrutta la piattaforma Premium Fiat-GM accorciato nel passo dell'Alfa 159 che utilizza un avantreno a quadrilateri alti deformabili e un retrotreno Multilink a 3 bracci in acciaio e portamozzo in alluminio con ammortizzatori idraulici telescopici e molle elicoidali.
La vettura, omologata come una classica 2+2 posti, debuttò con due motorizzazioni entrambe a benzina prodotte dalla Holden (gruppo GM) presso lo stabilimento australiano di Port Melbourne montate trasversalmente. Il primo è un 4 cilindri in linea da 2.198 cm³ derivato dal tipo Z22YH della famiglia GM Ecotec L850 ed L880, profondamente rivisto e personalizzato dai tecnici Alfa (ribattezzato tipo 939A5000) con l'aggiunta del sistema di iniezione diretta JTS (Jet Thrust Stoichiometric) e del variatore di fase per l'aspirazione e scarico Twin Phaser, capace di 185 CV e accoppiato a un cambio manuale a 6 rapporti o a uno robotizzato M32 MTA Selespeed, abbinato alla sola trazione anteriore; mentre il secondo è un 6 cilindri a V di 60º da 3.195 cm³ parte della famiglia motoristica GM HFV6 con 260 CV, anch'esso JTS, accoppiato a un cambio manuale a 6 rapporti o a uno sequenziale Aisin Q-Tronic abbinato alla trazione integrale Q4. Entrambi dispongono di basamento in lega d'alluminio, iniezione diretta high precision e 4 valvole per cilindro.
Commercializzata a partire da dicembre 2005, a inizio 2006 venne adottato anche un motore a gasolio, il 5 cilindri in linea 2.4 JTDm Euro 4 con filtro attivo antiparticolato di serie e 200 Cv di potenza, potenziato a 210 Cv nel 2007, accoppiato in entrambi i casi allo stesso cambio manuale a 6 rapporti e alla trazione anteriore. A differenza delle versioni manuali il 2.4 JTDm abbinato al cambio automatico Q-Tronic non venne mai potenziato.

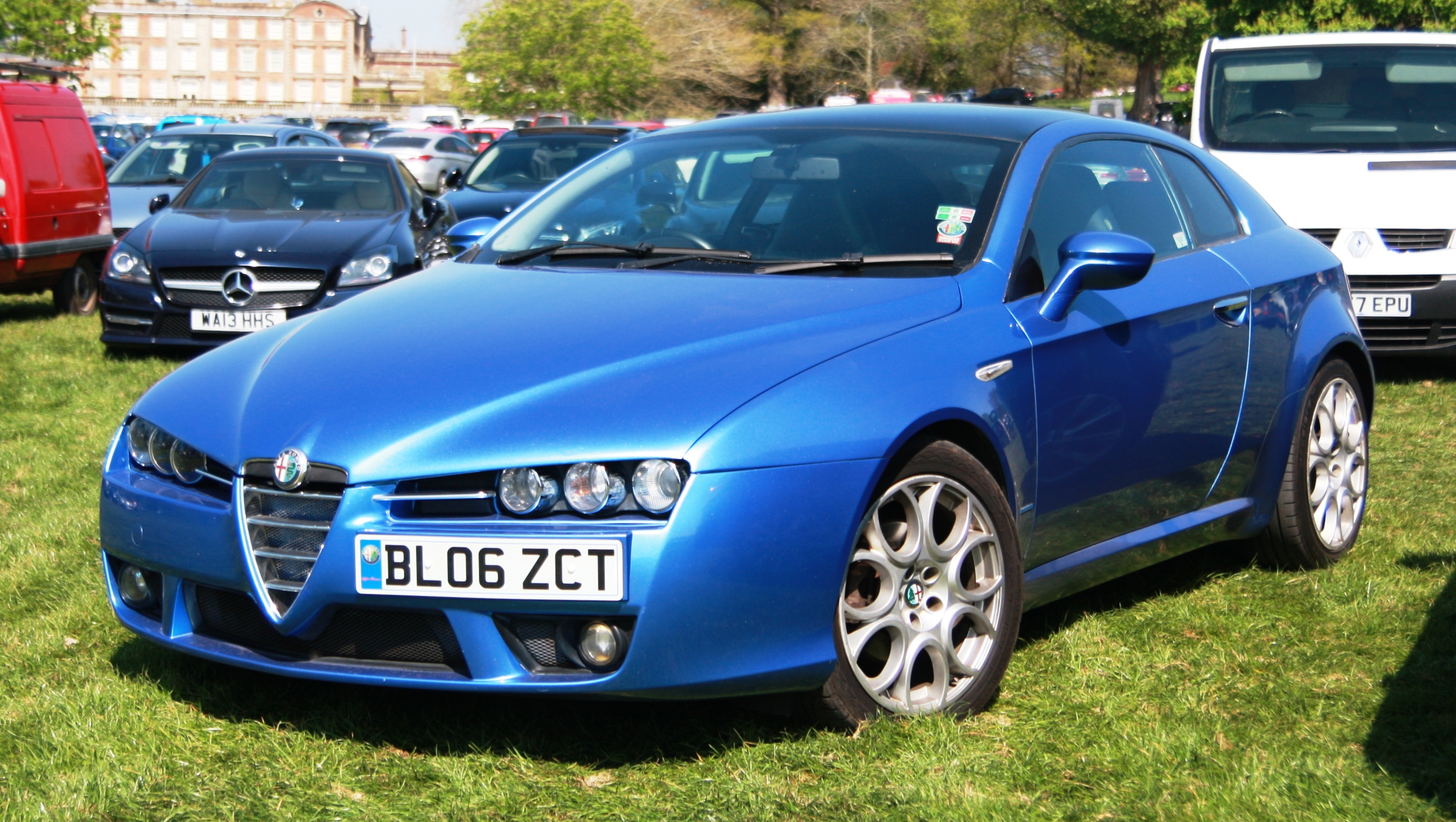
una Brera 2.2 JTS per il mercato inglese

I freni sono a disco sulle quattro ruote con gli anteriori autoventilanti e, nel caso delle motorizzazioni 2.4 JTDm e 3.2 V6 JTS, anche i posteriori; mentre tutti gli esemplari sono dotati di pinze anteriori Brembo in alluminio a 4 pistoncini. La trazione può essere solo anteriore, con dispositivo Electronic Q2 di serie, che simulando elettronicamente un differenziale autobloccante riduce il sottosterzo, o integrale Q4 con differenziale Torsen C.
Tra gli allestimenti che la contraddistinguono vi sono airbag frontali, laterali e per le ginocchia del guidatore, climatizzatore manuale, autoradio con lettore CD, fendinebbia, tetto panoramico in vetro con tendina apribile elettrica, presente inizialmente nell'allestimento più accessoriato Sky Window, e il controllo elettronico della stabilità (Alfa Romeo VSC System) e della trazione, di serie per tutte le versioni.
Nella seconda puntata della nona edizione di Top Gear la Brera viene confrontata con altre due coupé, l'Audi TT e la Mazda RX-8, venendo scelta come unica fra le tre meritevole di esposizione alla Scottish National Gallery of Modern Art di Edimburgo.

## Aggiornamenti
Nel 2008 al Salone dell'auto di Ginevra venne presentato un leggero lifting che senza modificare la linea introdusse nuovi colori per interni e carrozzeria e inediti cerchi in lega da 18" e, a richiesta, da 19". Tra i motori il turbodiesel 2.4 JTDm abbinato al cambio manuale a 6 marce venne potenziato a 210 CV mentre la versione abbinata al cambio automatico Q-Tronic continuerà ad avere solo 200 Cv. Nel 2008 venne prodotta anche una versione a trazione solo anteriore della Spider con motore 3.2 JTS V6 a benzina di origine General Motors che permise un alleggerimento di 65 Kg.

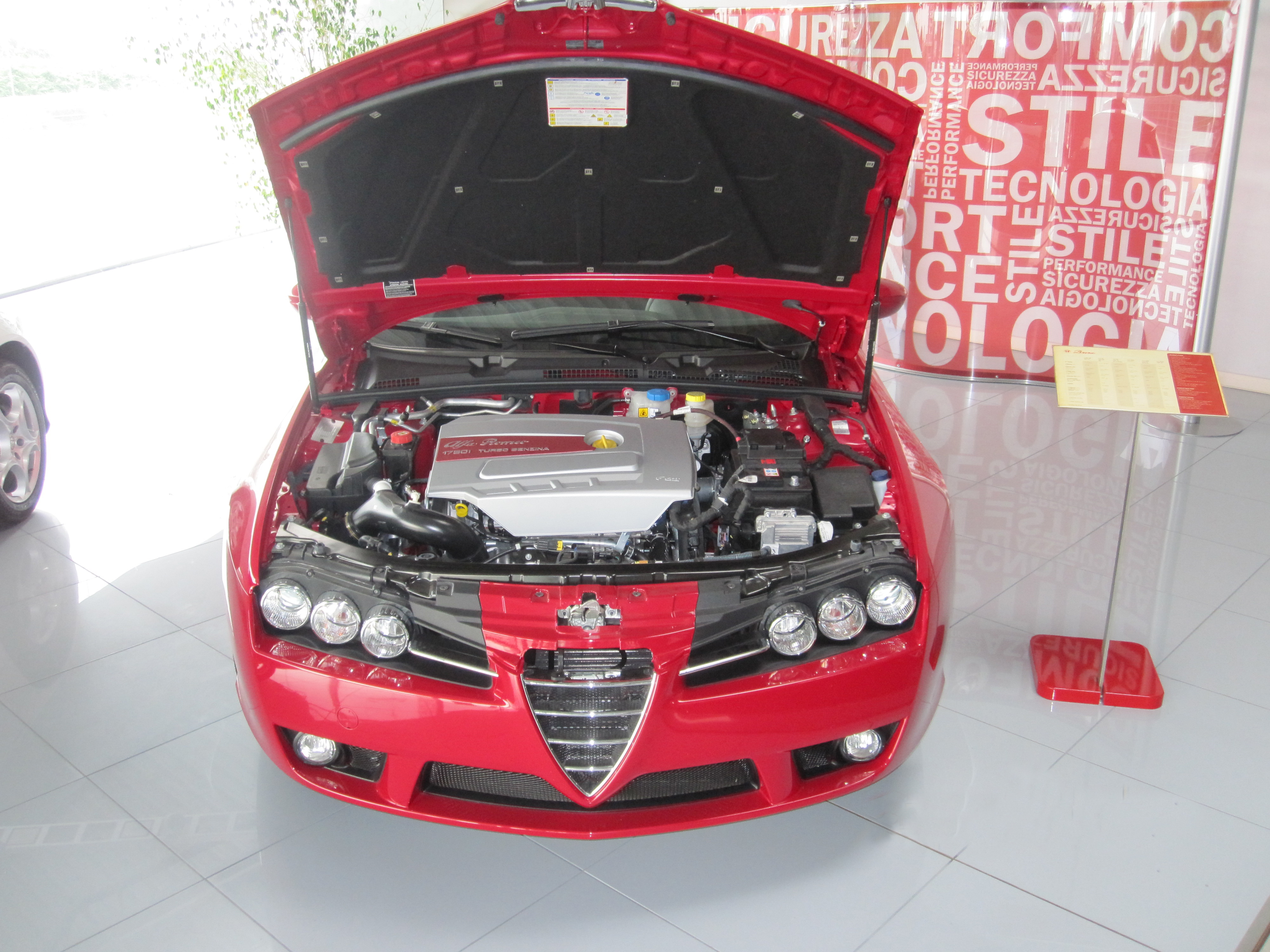
Un'Alfa Romeo Brera dotata del nuovo motore 1750 TBi

Nel 2009 l'Alfa Romeo monta nuovi motori su tutta la sua gamma sia per garantire il rispetto delle future norme antinquinamento Euro 5 che per l'interruzione dell'accordo Fiat-GM. La prima novità è il nuovo propulsore 1750 TBi (Turbo Benzina iniezione-diretta), il primo interamente nuovo a essere montato sulla Brera; un 4 cilindri in linea da 1.742 cm³ dotato di doppio variatore di fase continuo, iniezione diretta e turbocompressore con 200 Cv di potenza e 320 N m di coppia disponibili già a 1400 giri/min che sostituì il 2.2 JTS migliorando le qualità dinamiche dell'auto nonostante la cubatura inferiore. Questo motore abbinato alla sola trazione anteriore e al cambio manuale rimase a listino fino a fine produzione insieme alla 3.2 V6 abbinata alla trazione integrale, mentre cessa dopo solo un anno la produzione della 3.2 V6 a trazione anteriore.
Tra i diesel debuttò il nuovo 2.0 JTDm con 170 Cv, progettato per ottimizzare consumi e rispettare i parametri ambientali Euro 5, che affiancava il 2.4 JTDm posizionandosi alla base della gamma abbinandosi a cambio manuale e trazione anteriore.
La produzione termina insieme a quella della Spider il 15 ottobre 2010 ma la commercializzazione continuò anche per i rimanenti mesi del 2010 e parte del 2011, garantita da un consistente stock di vetture.

## Versioni speciali

### Brera S
Nella primavera del 2008 è stata annunciata una versione speciale della vettura, ovvero la Brera S limitata al mercato inglese.

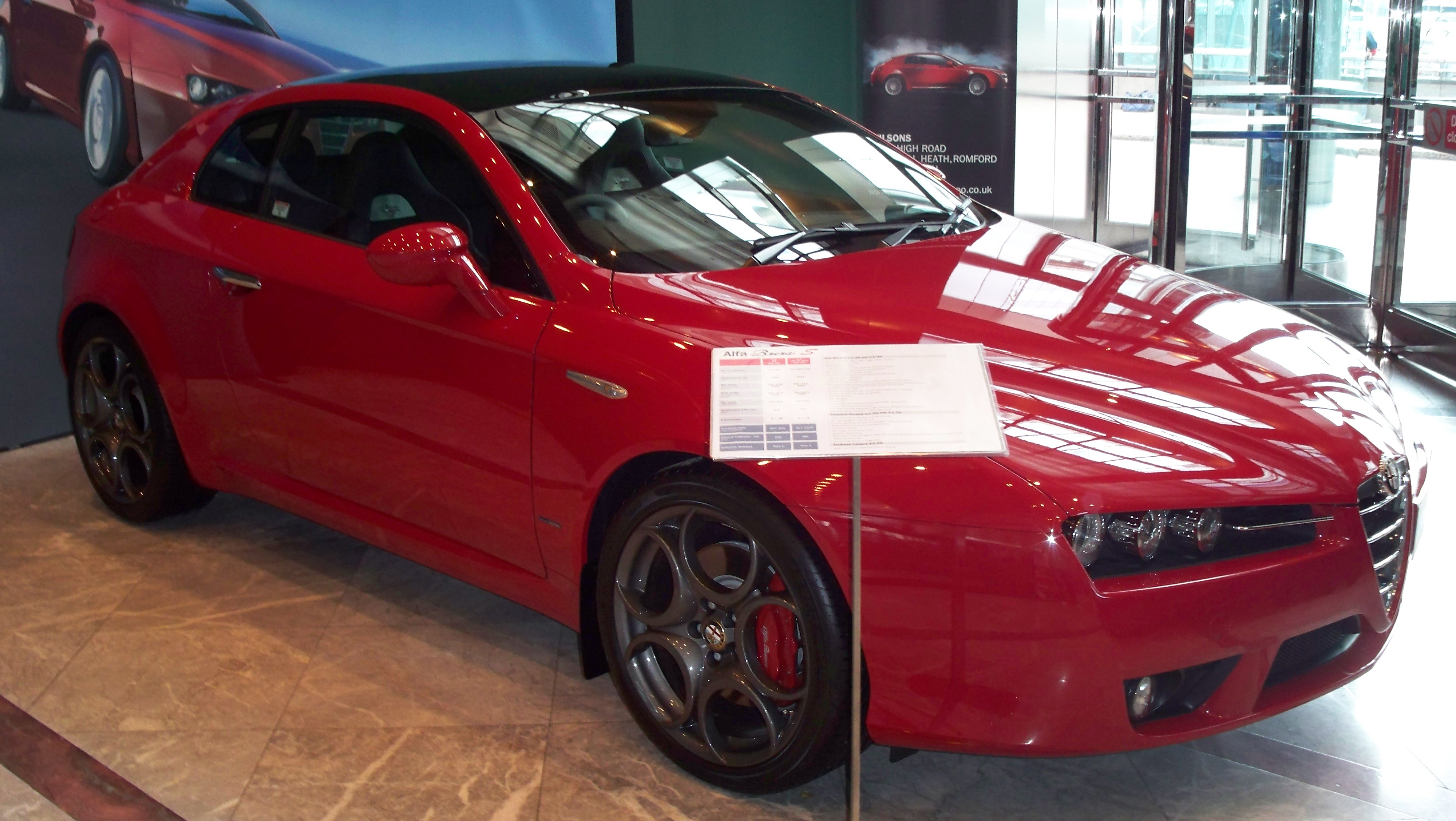
La Brera S

Questa versione è stata sviluppata in collaborazione con specialisti di ingegneria della Prodrive al fine di aumentare le prestazioni della vettura. L'elaborazione non comprende alcuna modifica estetica, prevalentemente si è agito sul peso per alleggerire la Brera di circa 100 kg. Importanti modifiche sono state apportate al telaio e al reparto sospensioni che in questo modello sono in alluminio con assetto ribassato di 10 mm dotate di molle Eibach, ammortizzatori Bilstein.
La Brera S è dotata di nuovi cerchi in lega leggera da 19 pollici molto simili a quelli della 8C Competizione. Oltre alle migliorie apportate sul peso e sulla dinamica di guida, aumentano anche sensibilmente le prestazioni per entrambe le versioni disponibili (una spinta dal 2.2 JTS da 185 cavalli e l'altra dal V6 3.2 da 260): 8,5 secondi per raggiungere i 100 km/h da fermo per la 2.2 e 6,8 secondi per lo 0–100 km/h per la 3.2 Q4 con velocità massima di 250 km/h. Questa versione è stata prodotta in tiratura limitata di 500 esemplari distribuiti nel Regno Unito dai concessionari Alfa Romeo.

#### Brera S 3.2 Compressore Autodelta UK
Basandosi sulla Brera S, il preparatore britannico Autodelta, in collaborazione con Alfa Romeo UK e Prodrive, ha realizzato nel 2007 la 3.2 Compressore. Rispetto al modello originale, la nuova versione presentava un peso inferiore di 100 kg, grazie all'eliminazione della trazione integrale, e il propulsore V6 potenziato a 345 CV, con 435 Nm di coppia, grazie all'implementazione di un nuovo kit di sovralimentazione. Inoltre erano stati rivisti l'assetto, l'aerodinamica ed erano state introdotte nuove sospensioni sportive, sviluppate dall'Autodelta e dalla Prodrive.

### Brera Ti

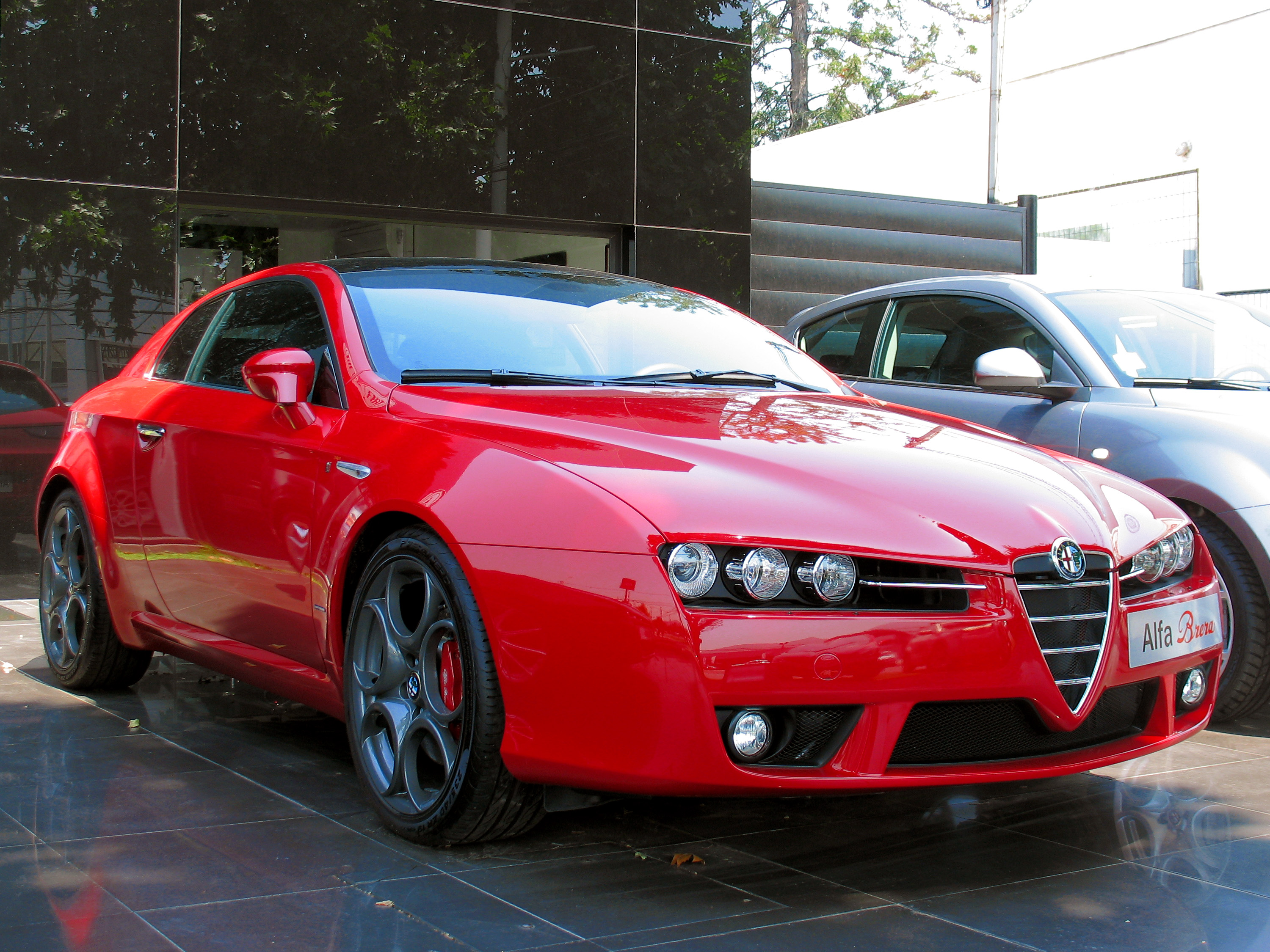
Una Brera Ti del 2011

Al Salone dell'automobile di Parigi 2008 venne presentata la Brera Ti; la storica sigla che significa Turismo internazionale qui rappresenta l'allestimento il più sportivo della gamma grazie a una taratura più rigida di molle e ammortizzatori e a pneumatici maggiorati. La commercializzazione iniziò nell'autunno 2008 prima con i motori a benzina e proseguì fino a fine carriera potendo abbinare questo allestimento a ogni motorizzazione disponibile a benzina e a gasolio.
L'esterno della Brera Ti è caratterizzato dal logo Ti disposto sui parafanghi anteriori, dai cerchi in lega bruniti da 19" ispirati a quelli della 8C Competizione e dalle pinze dei freni monoblocco ad attacco radiale Brembo verniciate di rosso. Gli interni invece sono caratterizzati da sedili anatomici rivestiti in pelle rifiniti con cuciture a contrasto e dotati di logo Ti stampato sulla targhetta metallica dei poggiatesta, volante e pomello del cambio in pelle traforata, consolle centrale e razze del volante in alluminio spazzolato scuro, strumentazione bianca e pedaliera in alluminio con trattamento antiscivolo. A richiesta le finiture in alluminio della plancia potevano essere sostituite da altre in fibra di carbonio e tutto il cruscotto poteva essere ricoperto di pelle.

### Brera Italia Independent

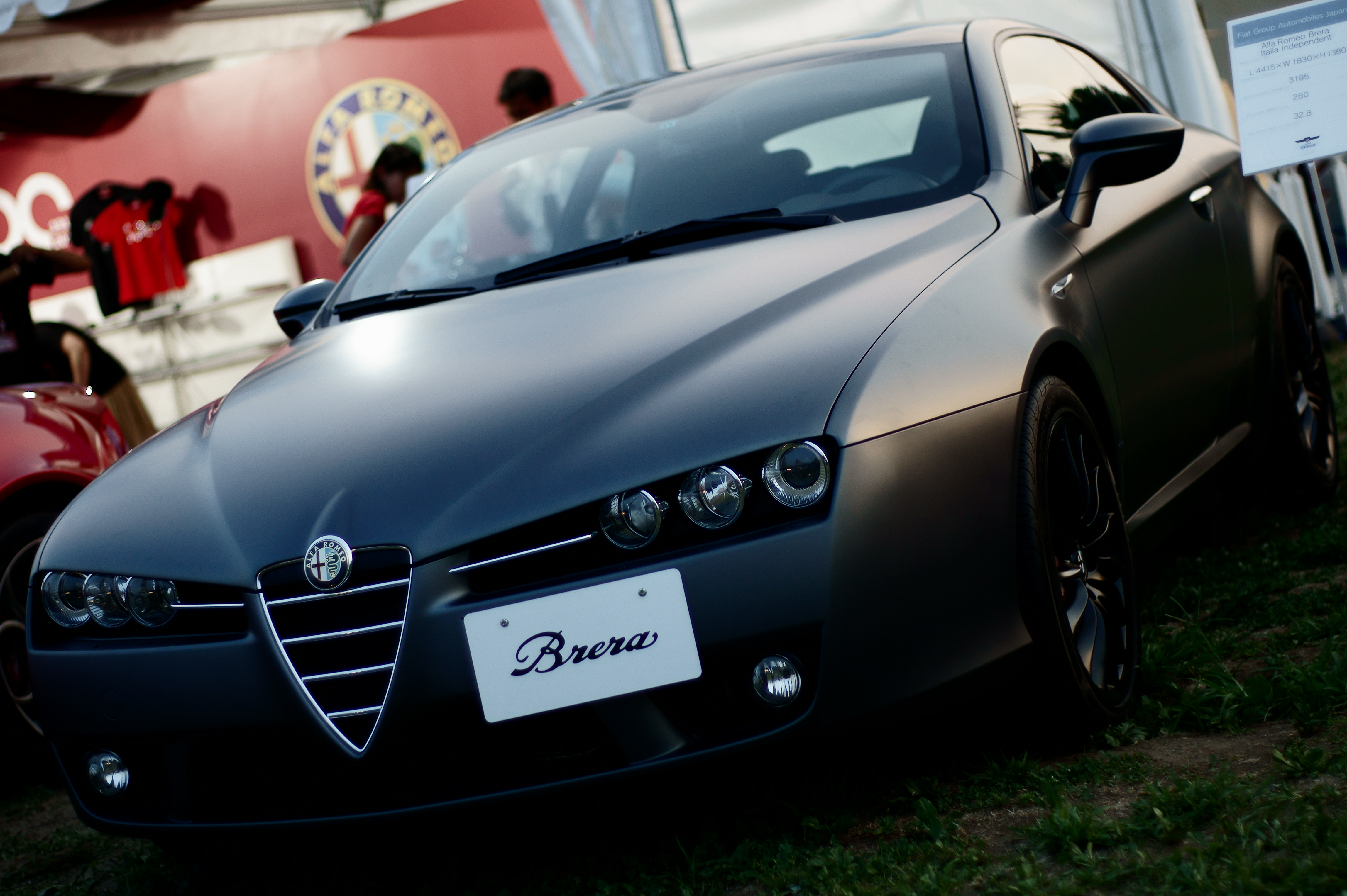
La Brera Italia Independent

Presentata nell'estate 2009 la Brera Italia Independent è una versione speciale prodotta in soli 900 esemplari grazie a una joint-venture effettuata dall'Alfa Romeo con la casa d'abbigliamento Italia Independent. Questa versione presenta numerosi inserti in carbonio all'interno e il logo Italia Independent applicato accanto ai poggiatesta interni, l'esterno viene distinto dalla verniciatura opaca di colore titanio e dai cerchi in lega nero opaco da 18". Ridisegnato il tappo del serbatoio ora in alluminio e le pinze dei freni sono verniciate in rosso. La dotazione può essere arricchita con la selleria Poltrona Frau di colore scuro con cuciture a contrasto rosse. La Brera Italia Independent è stata messa in vendita nel settembre 2009 sia con motorizzazioni 2.2 e 3.2 JTS a benzina e seguite poi dalle nuove 1750 TBi e 2.0 JTDm.

## Motorizzazioni
| Modello                  | Disponibilità           | Motore                       | Cilindrata cm³ | Potenza         | Emissioni CO2 (g/km) | 0–100 km/h (secondi) | Velocità max (km/h)   | Consumo medio (l/100 km) | Unità costruite |
| 1.750 TBi 16V            | da 03/2009 al 06/2011   | 4 cilindri in linea, Benzina | 1.742          | 147 kW (200 CV) | 189                  | 7,7                  | 235                   | 8,1                      | 1304            |
| 2.2 JTS 16V              | 11/2005 al 03/2009      | 4 cilindri in linea, Benzina | 2.198          | 136 kW (185 CV) | 221                  | 8,6                  | 222 (224 dal 01/2008) | 9,4                      | 6601            |
| 2.2 JTS 16V Selespeed    | 02/2007 al 12/2010      | 4 cilindri in linea, Benzina | 2.198          | 136 kW (185 CV) | 221                  | 8,6                  | 222 (224 dal 01/2008) | 9,4                      | 6601            |
| 3.2 JTS 24V              | dal 01/2008 al 12/2010  | 6 cilindri a V, Benzina      | 3.195          | 191 kW (260 CV) | 270                  | 7,0                  | 250                   | 11,5                     | 4118            |
| 3.2 JTS 24V Q4           | dall'11/2005 al 12/2010 | 6 cilindri a V, Benzina      | 3.195          | 191 kW (260 CV) | 270                  | 6,8                  | 244                   | 11,5                     | 4118            |
| 3.2 JTS 24V Q4 QTronic   | dal 01/2008 al 12/2010  | 6 cilindri a V, Benzina      | 3.195          | 191 kW (260 CV) | 270                  | 7,0                  | 244                   | 11,5                     | 4118            |
| 2.0 JTDm 16V             | dal 03/2009 al 06/2011  | 4 cilindri in linea, Diesel  | 1.956          | 125 kW (170 CV) | 142                  | 8,8                  | 218                   | 5,4                      | 1079            |
| 2.4 JTDm 20V 200         | 02/2006 al 06/2007      | 5 cilindri in linea, Diesel  | 2.387          | 147 kW (200 CV) | 179                  | 8,0                  | 228                   | 6,8                      | 8684            |
| 2.4 JTDm 20V QTronic 200 | dal 01/2008 al 12/2010  | 5 cilindri in linea, Diesel  | 2.387          | 147 kW (200 CV) | 179                  | 8,3                  | 225                   | 7,9                      | 8684            |
| 2.4 JTDm 20V 210         | dal 06/2007 al 01/2008  | 5 cilindri in linea, Diesel  | 2.387          | 154 kW (209 CV) | 179                  | 7,9                  | 230                   | 6,8                      | 8684            |
| 2.4 JTDm 20V QTronic 210 | dal 01/2008 al 12/2010  | 5 cilindri in linea, Diesel  | 2.387          | 154 kW (209 CV) | 179                  | 8,3                  | 231                   | 7,9                      | 8684            |

## Caratteristiche tecniche
| Caratteristiche tecniche - Alfa Romeo Spider 3.2 JTS Q4 (2005)                 | Caratteristiche tecniche - Alfa Romeo Spider 3.2 JTS Q4 (2005) | Caratteristiche tecniche - Alfa Romeo Spider 3.2 JTS Q4 (2005) | Caratteristiche tecniche - Alfa Romeo Spider 3.2 JTS Q4 (2005) | Caratteristiche tecniche - Alfa Romeo Spider 3.2 JTS Q4 (2005) | Caratteristiche tecniche - Alfa Romeo Spider 3.2 JTS Q4 (2005) |
| ------------------------------------------------------------------------------ | --- | --- | --- | --- | --- |
|                                                                                | | | | | |
| Configurazione                                                                 | | | | | |
| Carrozzeria: coupé 2 porte                                                     | Carrozzeria: coupé 2 porte | Posizione motore: anteriore trasversale | Posizione motore: anteriore trasversale | Trazione: anteriore | Trazione: anteriore |
| Dimensioni e pesi                                                              | | | | | |
| Ingombri (lungh.×largh.×alt. in mm): 4413 × 1830 × 1372                        | Ingombri (lungh.×largh.×alt. in mm): 4413 × 1830 × 1372 | Ingombri (lungh.×largh.×alt. in mm): 4413 × 1830 × 1372 | Ingombri (lungh.×largh.×alt. in mm): 4413 × 1830 × 1372 | Diametro minimo sterzata: | Diametro minimo sterzata: |
| Interasse: 2525 mm                                                             | Interasse: 2525 mm | Carreggiate: anteriore ? - posteriore ? mm | Carreggiate: anteriore ? - posteriore ? mm | Altezza minima da terra: | Altezza minima da terra: |
| Posti totali: 2 più 2                                                          | Posti totali: 2 più 2 | Bagagliaio: 300 l | Bagagliaio: 300 l | Serbatoio: 70 | Serbatoio: 70 |
| Masse                                                                          | / in ordine di marcia: 1605 kg | / in ordine di marcia: 1605 kg | / in ordine di marcia: 1605 kg | / in ordine di marcia: 1605 kg | / in ordine di marcia: 1605 kg |
| Meccanica                                                                      | | | | | |
| Tipo motore: 6 cilindri a V, basamento e testata in alluminio                  | Tipo motore: 6 cilindri a V, basamento e testata in alluminio | Tipo motore: 6 cilindri a V, basamento e testata in alluminio | Cilindrata: (Alesaggio x corsa: 82.6 x 89 mm) totaleː 3195 cm³ | Cilindrata: (Alesaggio x corsa: 82.6 x 89 mm) totaleː 3195 cm³ | Cilindrata: (Alesaggio x corsa: 82.6 x 89 mm) totaleː 3195 cm³ |
| Distribuzione: due alberi a camme in testa per bancata, 4 valvole per cilindro | Distribuzione: due alberi a camme in testa per bancata, 4 valvole per cilindro | Distribuzione: due alberi a camme in testa per bancata, 4 valvole per cilindro | Alimentazione: iniezione diretta di benzina | Alimentazione: iniezione diretta di benzina | Alimentazione: iniezione diretta di benzina |
| Prestazioni motore                                                             | Potenza: 260 CV a 6200 giri/min / Coppia: 322 Nm a 4500 giri/min | Potenza: 260 CV a 6200 giri/min / Coppia: 322 Nm a 4500 giri/min | Potenza: 260 CV a 6200 giri/min / Coppia: 322 Nm a 4500 giri/min | Potenza: 260 CV a 6200 giri/min / Coppia: 322 Nm a 4500 giri/min | Potenza: 260 CV a 6200 giri/min / Coppia: 322 Nm a 4500 giri/min |
| Accensione:                                                                    | Accensione: | Accensione: | Impianto elettrico: 12V | Impianto elettrico: 12V | Impianto elettrico: 12V |
| Frizione: monodisco a secco                                                    | Frizione: monodisco a secco | Frizione: monodisco a secco | Cambio: manuale a 6 marce, trazione integrale Q4 | Cambio: manuale a 6 marce, trazione integrale Q4 | Cambio: manuale a 6 marce, trazione integrale Q4 |
| Telaio                                                                         | | | | | |
| Corpo vettura                                                                  | monoscocca in acciaio | monoscocca in acciaio | monoscocca in acciaio | monoscocca in acciaio | monoscocca in acciaio |
| Sospensioni                                                                    | anteriori: a ruote indipendenti, schema a quadrilatero alto, molle elicoidali e ammortizzatori idraulici telescopici coassiali, barra antirollio / posteriori: a ruote indipendenti, schema Multilink, molle elicoidali e ammortizzatori idraulici telescopici coassiali, barra antirollio | anteriori: a ruote indipendenti, schema a quadrilatero alto, molle elicoidali e ammortizzatori idraulici telescopici coassiali, barra antirollio / posteriori: a ruote indipendenti, schema Multilink, molle elicoidali e ammortizzatori idraulici telescopici coassiali, barra antirollio | anteriori: a ruote indipendenti, schema a quadrilatero alto, molle elicoidali e ammortizzatori idraulici telescopici coassiali, barra antirollio / posteriori: a ruote indipendenti, schema Multilink, molle elicoidali e ammortizzatori idraulici telescopici coassiali, barra antirollio | anteriori: a ruote indipendenti, schema a quadrilatero alto, molle elicoidali e ammortizzatori idraulici telescopici coassiali, barra antirollio / posteriori: a ruote indipendenti, schema Multilink, molle elicoidali e ammortizzatori idraulici telescopici coassiali, barra antirollio | anteriori: a ruote indipendenti, schema a quadrilatero alto, molle elicoidali e ammortizzatori idraulici telescopici coassiali, barra antirollio / posteriori: a ruote indipendenti, schema Multilink, molle elicoidali e ammortizzatori idraulici telescopici coassiali, barra antirollio |
| Freni                                                                          | anteriori: a disco autoventilanti da 330 mm di diametro / posteriori: a disco autoventilanti da 292 mm di diametro | anteriori: a disco autoventilanti da 330 mm di diametro / posteriori: a disco autoventilanti da 292 mm di diametro | anteriori: a disco autoventilanti da 330 mm di diametro / posteriori: a disco autoventilanti da 292 mm di diametro | anteriori: a disco autoventilanti da 330 mm di diametro / posteriori: a disco autoventilanti da 292 mm di diametro | anteriori: a disco autoventilanti da 330 mm di diametro / posteriori: a disco autoventilanti da 292 mm di diametro |
| Pneumatici                                                                     | 225/50 R17 / Cerchi: in lega leggera | 225/50 R17 / Cerchi: in lega leggera | 225/50 R17 / Cerchi: in lega leggera | 225/50 R17 / Cerchi: in lega leggera | 225/50 R17 / Cerchi: in lega leggera |
| Prestazioni dichiarate                                                         | | | | | |
| Velocità: 240 km/h                                                             | Velocità: 240 km/h | Velocità: 240 km/h | Accelerazione: 0-100 Km/hː 6.8 s; 0-1000mː 27.5 s | Accelerazione: 0-100 Km/hː 6.8 s; 0-1000mː 27.5 s | Accelerazione: 0-100 Km/hː 6.8 s; 0-1000mː 27.5 s |
| Fonte dei dati:                                                                | | | | | |